# Rubus amiantinus
Rubus amiantinus är en rosväxtart som beskrevs av Wilhelm Olbers Focke. Rubus amiantinus ingår i släktet rubusar, och familjen rosväxter. Inga underarter finns listade i Catalogue of Life.

## Bildgalleri

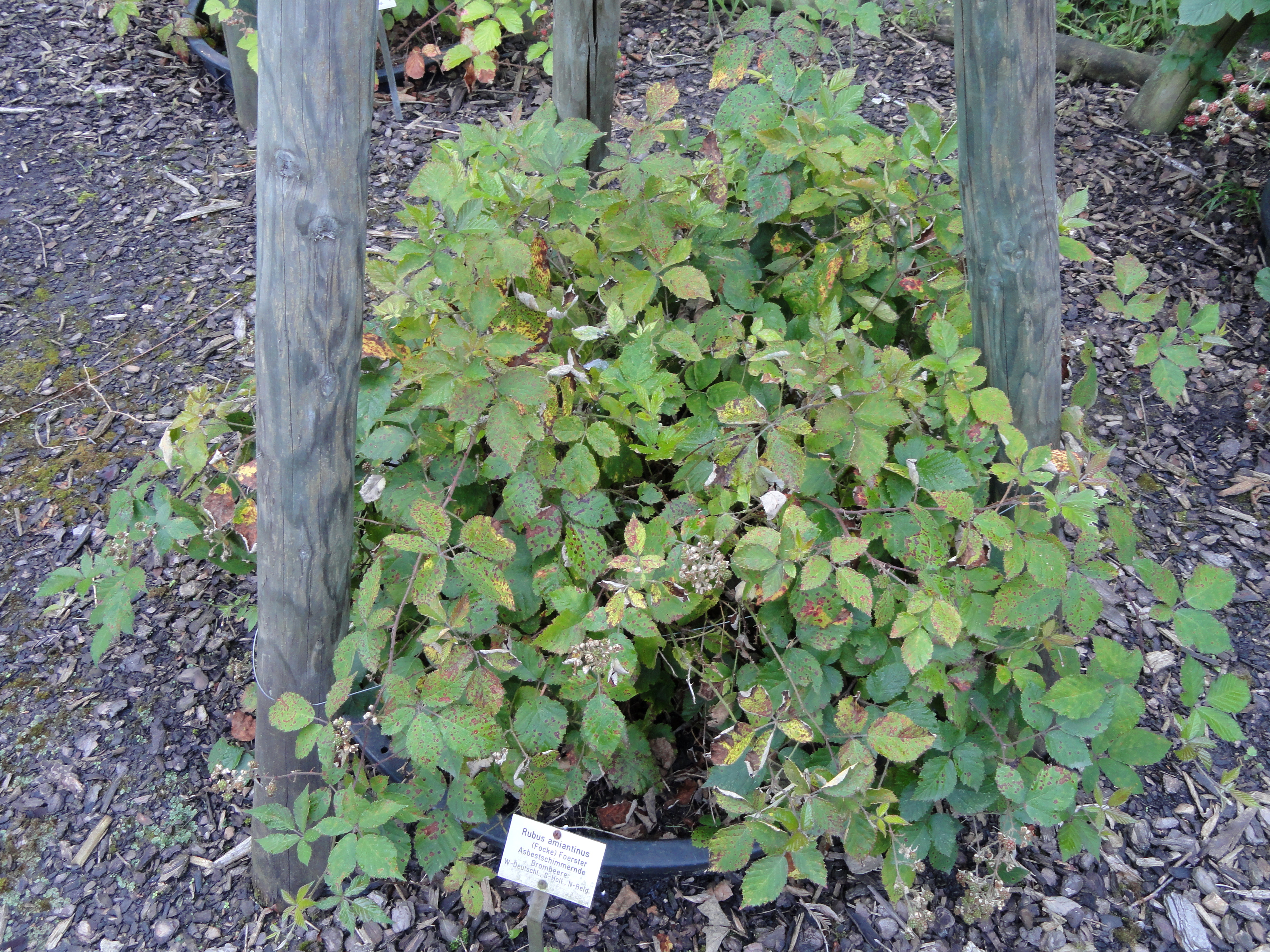